# Tour de Utah
El Tour de Utah (oficialmente: Tour of Utah o Larry H. Miller Tour of Utah) es una competición de ciclismo por etapas que se desarrolla durante el mes de agosto en el estado de Utah (Estados Unidos) más precisamente en los alrededores de la ciudad de Salt Lake City y recorriendo el extremo occidental de las Montañas Rocosas.

## Historia
Comenzó en 2004 como un festival de ciclismo regional de tres días denominado Thanksgiving Point Stage Race & Cycling Festival que se realizaba en mayo, durante el fin de semana del Memorial Day. Durante las dos primeras ediciones la carrera era disputada por ciclistas amateurs.
En 2006 el Tour de Utah firmó con el Grupo de Empresas Larry H. Miller, como el patrocinador principal del evento y fue ampliado a seis días en agosto. Para ese año se incrementó el número de equipos nacionales que participaron.
En 2007 fue comprado por la Asociación de Ciclismo de Utah, una entidad única e independiente de las otras propiedades que conforman el Grupo de Empresas Larry H. Miller, aunque ese año no se disputó y fue relanzado en la temporada 2008 integrando el calendario nacional.
A partir de ese año la competencia empezó a crecer en el nivel de equipos y de ciclistas participantes, al punto que ciclistas reconocidos como Francisco Mancebo y Levi Leipheimer ganaron la carrera en 2009 y 2010 respectivamente.
De ser un evento nacional, puntuable para el USA Cycling National Racing Calendar, en 2011 ascendió a categoría 2.1 y fue incluida en el UCI America Tour 2011 con lo cual se aseguró la participación de equipos UCI ProTeam, además de varios equipos de categoría Profesional Continental. A partir de 2014 se le agregó una jornada más, pasando a ser siete las etapas en disputa y en 2015 ascendió a la categoría 2.HC, máxima dentro del calendario americano.

## Palmarés
| Año                       | Ganador         | Segundo           | Tercero            |           |
| ------------------------- | --------------- | ----------------- | ------------------ | --------- |
| ediciones amateur         |                 |                   |                    |           |
| 2004                      | John Osguthorpe | Sandy Perrins     | Allan Butler       |           |
| 2005                      | Andrew Bajadali | Neil Shirley      | Burke Swindlehurst |           |
| 2006                      | Scott Moninger  | Glen Chadwick     | Jeff Louder        |           |
| 2007 edición no realizada |                 |                   |                    |           |
| 2008                      | Jeff Louder     | Blake Caldwell    | Glen Chadwick      |           |
| 2009                      | Paco Mancebo    | Darren Lill       | Jeff Louder        |           |
| 2010                      | Levi Leipheimer | Paco Mancebo      | Ian Boswell        |           |
| ediciones profesionales   |                 |                   |                    |           |
| 2011                      | Levi Leipheimer | Sergio Luis Henao | Janez Brajkovič    |           |
| 2012                      | Johann Tschopp  | Matthew Busche    | Leopold König      |           |
| 2013                      | Tom Danielson   | Chris Horner      | Janier Acevedo     |           |
| 2014                      | Tom Danielson   | Chris Horner      | Winner Anacona     |           |
| 2015                      | Joe Dombrowski  | Michael Woods     | Brent Bookwalter   |           |
| 2016                      | Lachlan Morton  | Adrien Costa      | Andrew Talansky    |           |
| 2017                      | Rob Britton     | Gavin Mannion     | Serghei Țvetcov    |           |
| 2018                      | Sepp Kuss       | Ben Hermans       | Jack Haig          |           |
| 2019                      | Ben Hermans     | James Piccoli     | Joe Dombrowski     |           |
| 2021                      | cancelada       | cancelada         | cancelada          | cancelada |
| 2022                      | cancelada       | cancelada         | cancelada          | cancelada |

## Palmarés por países
| País           | Victorias |
| -------------- | --------- |
| Estados Unidos | 10        |
| España         | 1         |
| Suiza          | 1         |
| Australia      | 1         |
| Canadá         | 1         |
| Bélgica        | 1         |